# Trofeo Pantalica

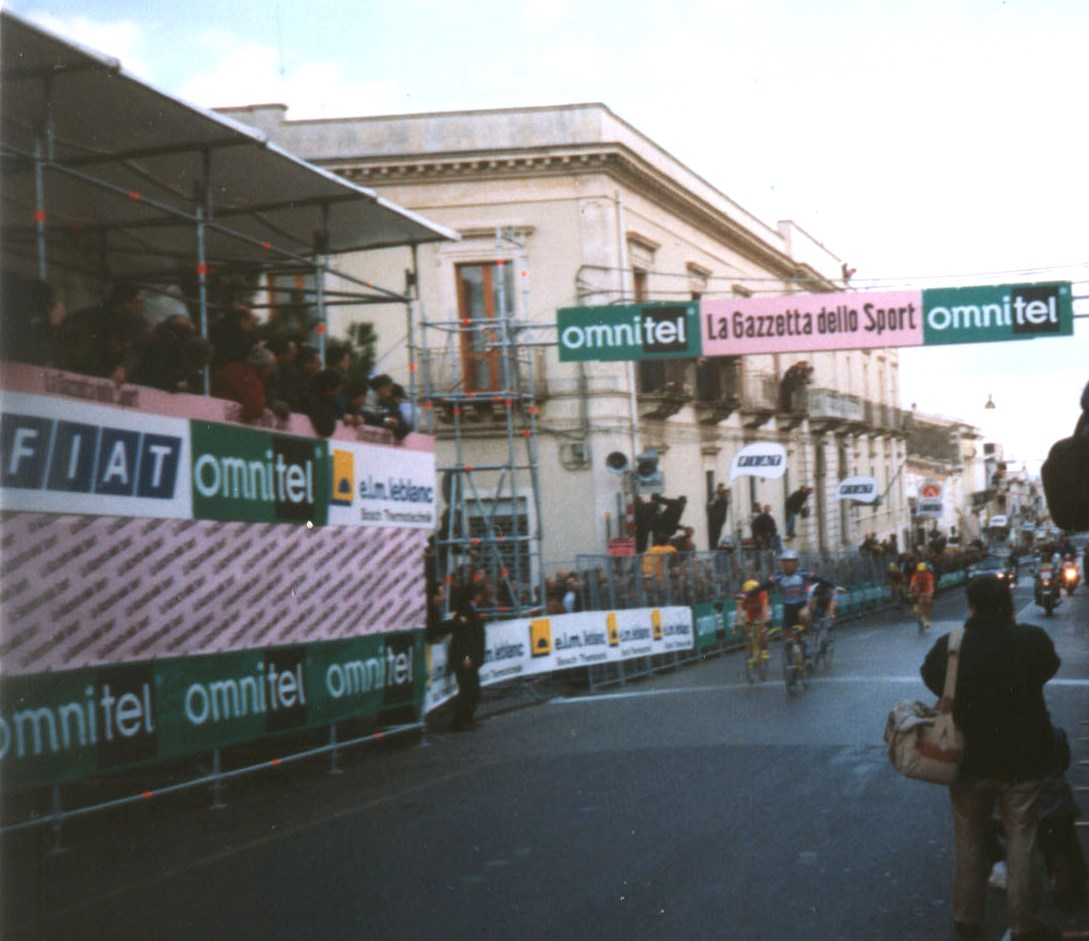
Finish van de Trofeo Pantalica 1999

De Trofeo Pantalica was een Italiaanse eendagswedstrijd die in hetzelfde weekend werd verreden als de Giro dell'Etna. De eerste editie werd verreden in 1975 en gewonnen door de Belg Roger De Vlaeminck. Ook de laatste winnaar kwam niet uit Italië; Spanjaard Miguel Ángel Martín Perdiguero won in 2003. Campionissimo Giuseppe Saronni won de wedstrijd vijf maal. Na 2003 verdween de wedstrijd wegens een gebrek aan financiële middelen van de kalender.

## Lijst van winnaars

### Meervoudige winnaars
| Overwinningen | Renner           | Land   | Jaren                           |
| ------------- | ---------------- | ------ | ------------------------------- |
| 5             | Giuseppe Saronni | Italië | 1977 + 1978 + 1980 + 1982 +1985 |
| 2             | Francesco Moser  | Italië | 1976 + 1983                     |

### Overwinningen per land
| Overwinningen | Land                                                              |
| ------------- | ----------------------------------------------------------------- |
| 21            | Italië                                                            |
| 1             | België , Zweden , Canada , Duitsland , Australië, Rusland, Spanje |